# Pigea floribunda
Pigea floribunda Lindl. – gatunek roślin z rodziny fiołkowatych (Violaceae). Występuje naturalnie w Australii – w stanach Australia Zachodnia, Australia Południowa, Wiktoria i Nowa Południowa Walia. 

## Morfologia
PokrójZimozielony krzew dorastający do 1,5 m wysokości.
LiścieBlaszka liściowa ma kształt od równowąskiego do podługowatego lub lancetowatego. Mierzy 0,5–3,5 cm długości, jest piłkowana na brzegu, ma ostrokątną nasadę i spiczasty wierzchołek. Przylistki są równowąskie. Ogonek liściowy jest nagi i ma 2 mm długości.
KwiatyZebrane w gronach wyrastających z kątów pędów. Mają działki kielicha o lancetowatym kształcie i dorastających do 1–4 mm długości. Płatki są łyżeczkowate, mają barwę od białej do zielonkawej oraz 2–3 mm długości, przedni jest od podługowatego do lancetowatego i mierzy 4 mm długości.
OwoceTorebki mierzące 8 mm średnicy, o kulistym kształcie.

## Biologia i ekologia
Rośnie w zaroślach oraz na wydmach. 